# Castelforte

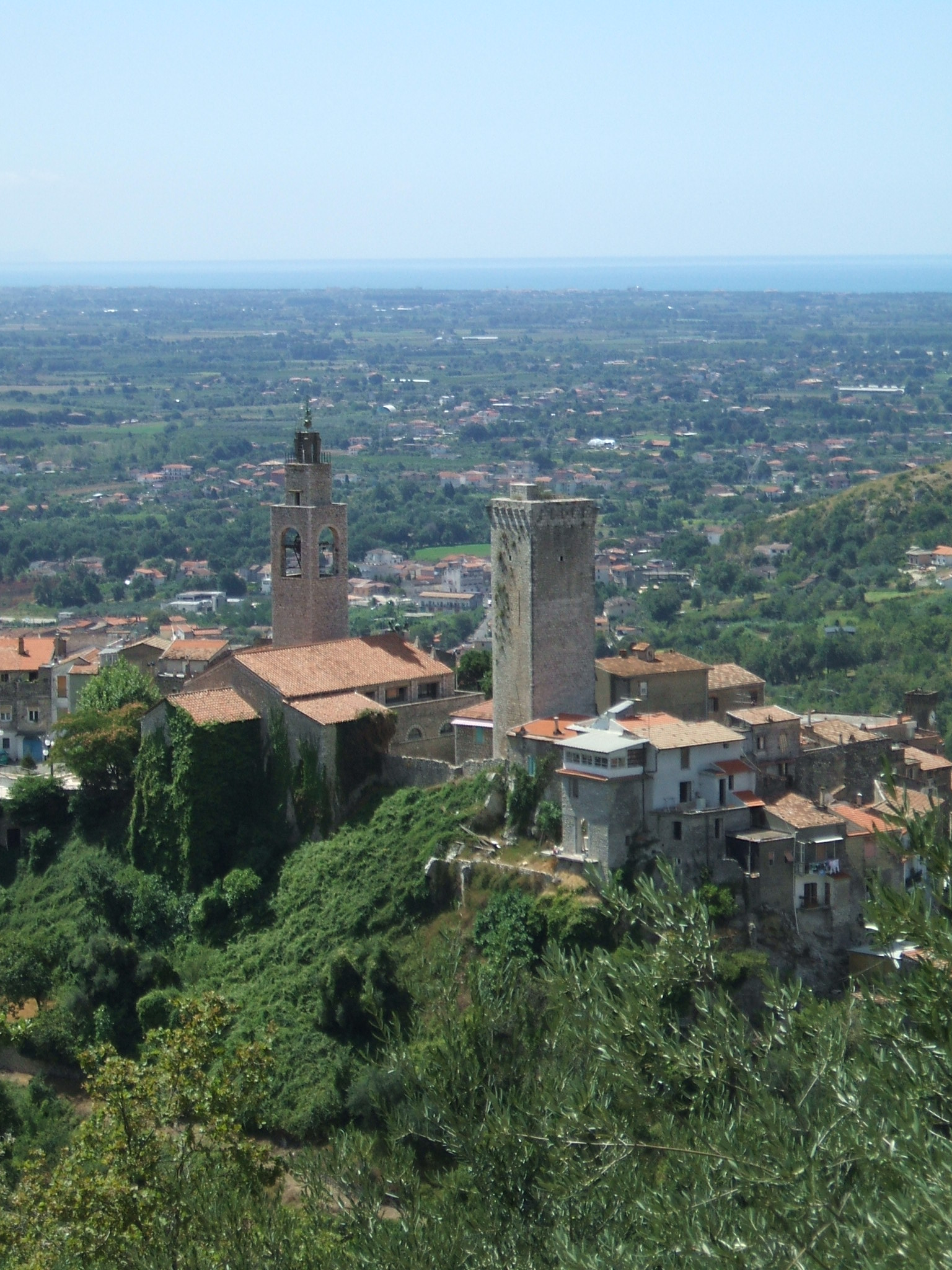
Castelforte

Castelforte is een gemeente in de Italiaanse provincie Latina (regio Latium) en telt 4484 inwoners (31-12-2004). De oppervlakte bedraagt 30,0 km², de bevolkingsdichtheid is 147 inwoners per km².

## Demografie
Castelforte telt ongeveer 1707 huishoudens. Het aantal inwoners daalde in de periode 1991-2001 met 7,4% volgens cijfers uit de tienjaarlijkse volkstellingen van ISTAT.
| Jaar | Inwoneraantal |
| ---- | ------------- |
| 1991 | 4877          |
| 2001 | 4518          |

## Geografie
De gemeente ligt op ongeveer 130 m boven zeeniveau.
Castelforte grenst aan de volgende gemeenten: Coreno Ausonio (FR), Rocca d'Evandro (CE), Sant'Andrea del Garigliano (FR), Santi Cosma e Damiano, Sessa Aurunca (CE), Vallemaio (FR).